# Дворец культуры железнодорожников (Воронеж)
Дворец культуры железнодорожников имени Карла Маркса — культурное учреждение в Воронеже. Расположен по адресу: ул. Никитинская, 1.

## История
Здание было построено в 1903—1905 годах по проекту архитектора Андросова как Дом общественного собрания, где заседали чиновники, купечество, торговцы и промышленники.
После революции в октябре 1918 года здание было передано воронежской организации РКП(б) под клуб. Одному из первых рабочих клубов было присвоено имя Карла Маркса.
Уже в 1920-е годы в клубе работали союзы безбожников и эсперантистов, общество радиолюбителей, библиотека, драматический, литературный и хоровой кружки, спортивные и пионерские секции.
В годы Великой Отечественной войны дворец культуры был разрушен и сожжён. Проект реконструкции выполнен архитектором Даниловым.
В 1954 году новый Дворец культуры железнодорожников был открыт, а в 1956 году он был передан управлению Юго-Восточной железной дороги.
В 1961 году во Дворце работало 15 кружков художественной самодеятельности и первый в городе планетарий. Значительный вклад в развитие творческой деятельности Дворца внесли директора Л. И. Корниенко, З. М. Дубровская, В. Г. Зубарева. Большой популярностью пользовались проводимые в парке вечера отдыха: играли духовой и эстрадный оркестры. В парке собирались любители книг, шахмат, музыки. Воронежцы окрестили это место названием «карлуша».
В сентябре 1964 года в ДК создан фотоклуб «Экспресс». В начале клуб организовывал одну выставку в год, но уже в 70-е — 80-е годы воронежские мастера светописи участвовали практически во всех выставках — конкурсах художественной фотографии в стране и за рубежом. В 2014 году фотоклуб «Экспресс» отметил пятидесятилетний юбилей.
В 1993 году во Дворце культуры железнодорожников был основан Воронежский Камерный театр, который до 2014 года арендовал здесь помещение. В сентябре 2015 года Камерный театр вернул себе эту площадку, где разместилась «Старая сцена» театра.
В настоящее время в здании Дворца культуры располагается музей истории Юго-Восточной железной дороги.
В 2016 году Камерный театр окончательно покинул помещение.
А в сентябре 2016 г. открылся Никитинский театр, который продолжал работать вплоть до 2022 года, пока не был вынужден покинуть помещение из-за конфликта с собственником здания (управлением ЮВЖД).